# Adam Wolanin
Adam Wolanin (Lwow, Polonia, 13 de noviembre de 1919 - Park Ridge, Illinois, Estados Unidos, 26 de octubre de 1987) fue un futbolista estadounidense de origen polaco. Jugó en la posición de delantero.

## Selección nacional
Fue miembro de la selección estadounidense en la Copa Mundial de Fútbol de 1950, su única aparición fue en el primer partido del equipo en el mundial ante España.

### Participaciones en Copas del Mundo
| Mundial                        | Sede   | Resultado    | PJ | Goles |
| ------------------------------ | ------ | ------------ | -- | ----- |
| Copa Mundial de Fútbol de 1950 | Brasil | Primera fase | 1  | 0     |

## Clubes
| Club            | País            | Año         |
| --------------- | --------------- | ----------- |
| Pogoń Lwów      | Polonia         | 1935 - 1939 |
| Spartak Moscú   | Unión Soviética | 1940        |
| Blackpool       | Inglaterra      | Desconocido |
| Chicago Maroons | Estados Unidos  | Desconocido |
| A.A.C. Eagles   | Estados Unidos  | Desconocido |
| Chicago Falcons | Estados Unidos  | Desconocido |